# Banca Popolare di Secondigliano
La Banca Popolare di Secondigliano è stato un istituto di credito campano fondato nel 1883 dal conte Luigi di Nocera. Prima banca popolare del Mezzogiorno, diede impulso all’economia della città metropolitana di Napoli, prestando denaro a privati e comuni, contestualmente al Risanamento e ai processi di intensificazione residenziale avvenuti nel secondo dopoguerra in Napoli.

## Storia

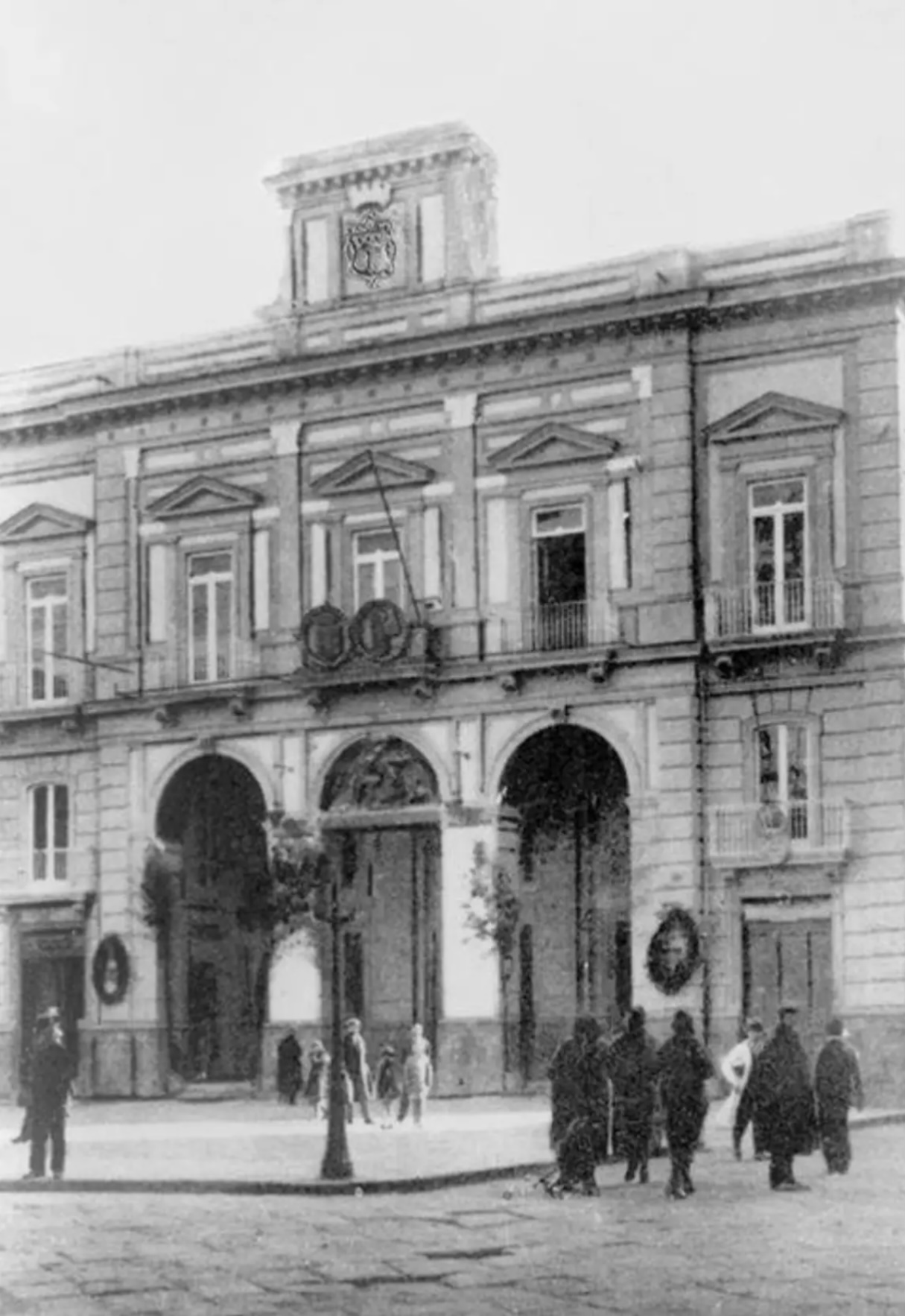
Casa comunale sita in Piazza Luigi di Nocera, edificata nel XIX secolo con il contributo della Banca

Tra i più antichi istituti di credito popolari italiani, amministrata per tre generazioni dalla famiglia di Nocera, la Banca Popolare di Secondigliano ebbe sede nell'omonimo comune, allora importante polo industriale. Fondata il 30 giugno 1883 dal conte Luigi di Nocera, industriale tessile e sindaco di Secondigliano, per atto rogato dal notaio Francesco Mele, essa diede impulso all’economia napoletana e contribuì alla realizzazione di significative opere pubbliche quali acquedotti, come l’estensione della rete dell’acquedotto del Serino, nosocomi, scuole, edifici pubblici e nuove strade, in concomitanza allo sviluppo urbano partenopeo di fine Ottocento, parzialmente dettato dal Risanamento, periodo nel quale sorsero alcune delle principali arterie stradali della città, come il corso Umberto I. Lo statuto, suddiviso in 101 articoli, fu poi revisionato e adattato alle esigenze sopraggiunte nel 1946 e nel 1962. A testimonianza dell’impegno nel contrasto all’usura, nel testo originario si legge: 
Sotto la presidenza della famiglia Improta con il gr. uff. Antonio, la banca si fuse con la Banca di Credito Popolare nel 1971.

## Presidenti
Di seguito l’elenco in ordine cronologico dei presidenti dell’istituto di credito:
1. Conte comm. Luigi di Nocera.
2. Conte cav. Alfonso Cosmo di Nocera.
3. Conte cav. Damiano di Nocera.
4. Comm. avv. Cosmo Barbato[16], sindaco di Secondigliano ed industriale alla guida dei pastifici Barbato, tra i maggiori in Italia[17].
5. Gr. uff. Antonio Improta, erede dell'omonima famiglia.

## Sedi

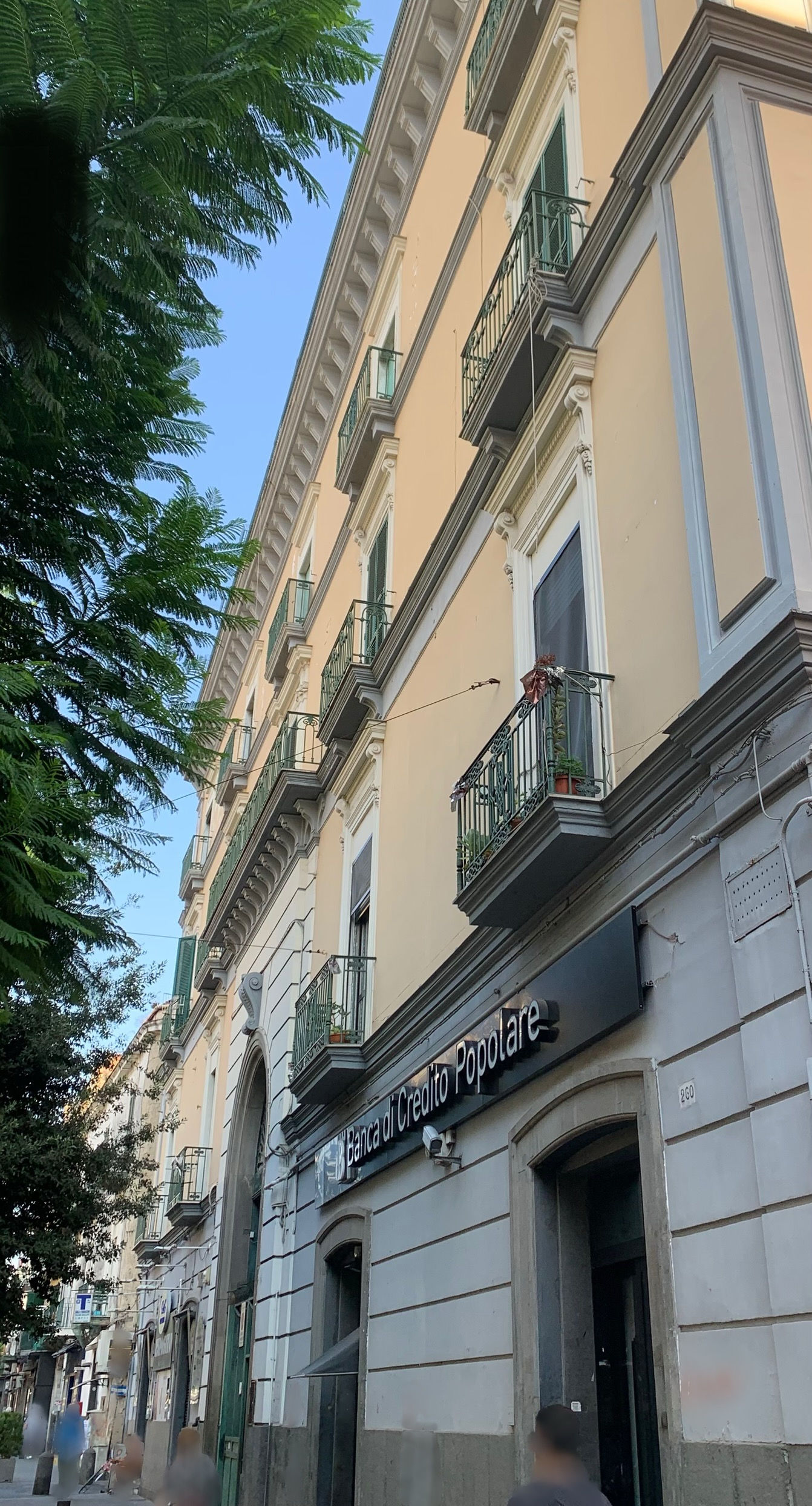
Palazzo di Nocera

### Palazzo di Nocera
Contestualmente all’espansione edilizia partenopea del XIX, sorsero sull’allora corso Napoli pregevoli palazzi neoclassici e neorinascimentali, con giardini, statue e fontane. Primo fra tutti fu il Palazzo di Nocera, seguito dal Palazzo Argenta, dal Palazzo Capasso-Visconti, dalla Villa Alfieri (già Villa Capasso) e dai Palazzi dei baroni Carbonelli di Letino, edificati nel ventennio tra il 1880 ed il 1900.
Costruito nel 1870, il Palazzo di Nocera, inizialmente residenza dei Conti di Nocera, divenne sede della Banca Popolare di Secondigliano, fondata ed amministrata dalla famiglia nobile. In seguito alla fusione della BPS con il Credito Popolare di Torre del Greco nel 1971, il palazzo ha ospitato uffici di quest'ultima banca, tuttora operanti.